# Kołowin (jezioro)
Kołowin (niem. Großer Kalgiener See lub Großer Kollogiener See) – jezioro w Polsce, w województwie warmińsko-mazurskim, w powiecie mrągowskim, w gminie Piecki.

## Położenie i charakterystyka
Jezioro leży na Pojezierzu Mrągowskim, natomiast w regionalizacji przyrodniczo-leśnej – w mezoregionie Puszcz Mazurskich, w dorzeczu Krutynia–Pisa–Narew–Wisła. Znajduje się pomiędzy Pieckami a Uktą, 15 km w kierunku południowo-wschodnim od Mrągowa, 0,5 km na wschód od wsi Dobry Lasek. W pobliżu południowych brzegów przebiega droga wojewódzka nr 610.
Zlewnia całkowita jeziora wynosi 18,6 km², natomiast bezpośrednia – 2,1 km². Zbiornik wodny jest zasilany niewielkim ciekiem od północnego zachodu; od strony południowo-wschodniej wypływa ciek niosąc wody do Jeziora Mokrego.
Linia brzegowa średnio rozwinięta. Dno wyrównane. Brzegi w większości wysokie, często strome, gdzieniegdzie niskie i płaskie. W otoczeniu znajdują się lasy Puszczy Piskej.
Jest jednolitą częścią wód Kołowin o kodzie PLLW30224.
Jezioro leży na terenie obwodu rybackiego jeziora Mokre w zlewni rzeki Pisa – nr 30.

## Morfometria
Według danych Instytutu Rybactwa Śródlądowego powierzchnia zwierciadła wody jeziora wynosi 81,1 ha (lub 78,2 ha). Średnia głębokość zbiornika wodnego to 4,0 m, a maksymalna – 7,2 m. Lustro wody znajduje się na wysokości 127,6 m n.p.m. Objętość jeziora wynosi 3138,2 tys. m³. Maksymalna długość jeziora to 1400 m, a szerokość 750 m. Długość linii brzegowej wynosi 4150 m.
Inne dane uzyskano natomiast poprzez planimetrię jeziora na mapach w skali 1:50 000 opracowanych w Państwowym Układzie Współrzędnych 1965, zgodnie z poziomem odniesienia Kronsztadt. Otrzymana w ten sposób powierzchnia zbiornika wodnego to 75,0 ha, a wysokość bezwzględna lustra wody to 127,3 m n.p.m.

## Przyroda
W skład pogłowia występujących ryb wchodzą m.in. szczupak, płoć, węgorz, lin i karp. Wśród bogatej roślinności przybrzeżnej porastającej wszystkie brzegi (szczególnie szeroki pas w części południowo-wschodniej – 200 m) dominuje trzcina, sitowie i tatarak. Wśród roślinności zanurzonej przeważa wywłócznik, rogatek i moczarka.
Jezioro leży na terenie Mazurskiego Parku Krajobrazowego, a także dwóch obszarów Natura 2000: PLB280008 Puszcza Piska i PLH280048 Ostoja Piska. W przyszłości planuje się objąć teren jeziora wraz z sąsiednim Kołowinkiem ochroną rezerwatową.
Zgodnie z badaniem z 2004 akwenowi przyznano II klasę czystości. W 2014 stan ekologiczny wód jeziora sklasyfikowano jako bardzo dobry, natomiast stan chemiczny wód jako poniżej dobrego ze względu na przekroczenie w tkankach zwierząt wodnych norm wszędobylskich zanieczyszczeń: heptachloru, PBDE i rtęci.
W 1984 roku akwen doświadczył katastrofy ekologicznej spowodowanej zanieczyszczeniem pestycydami oraz zarybieniem tołpygą. Zniknęły wtedy wszystkie stanowiska ramienic, które uległy zniszczeniu przez dorosłe osobniki tołpyg. Ryby zostały ostatecznie odłowione w 1996, zbiornik wodny stopniowo się oczyścił, powróciły także wymarłe na tym obszarze gatunki roślin. Fitolitoral wykazuje jednak wciąż bardzo duże rozchwianie. Łąki ramienicowe w 2014 zajmowały powierzchnię wskazującą na dobry stan ekologiczny.